# Saison 2012-2013 du Gazélec Football Club Ajaccio
La saison 2012-2013 du GFC Ajaccio, club de football français, voit le club évoluer en Ligue 2.

## Avant-saison
L'avant-saison est marquée par l'arrivée dans le monde professionnel et le retour du nom utilisé par le club entre 1960 et 1996. 
Le club change aussi de logo, de maillot et voit l'arrivée d'un nouvel équipementier avec Adidas avec qui il signe un contrat de trois ans, il est le cinquième club en France et le seul de Ligue 2 avec le Racing Club de Lens à avoir la marque allemande comme équipementier.
Le Gaz changera bientôt de statut juridique.
La reprise de l'entrainement s’effectue le 25 juin et trois matchs amicaux sont programmés avant le début de la saison (contre Bastia, Dijon et l'AS Saint-Étienne).

### Transferts
| Été                    |                                  |                        |                        |                         |
| Nom                    | Nationalité                      | Transfert              | Provenance/Destination | Division                |
| Arrivées               |                                  |                        |                        |                         |
| Youssouf Touré         | France                           | Transfert              | SR Colmar              | National                |
| Noui Laïfa             | France                           |                        | Créteil                | National                |
| Nicolas Flégeau        | France                           |                        | FC Istres              | Ligue 2                 |
| Cédric Lubasa          | République démocratique du Congo | Transfert              | Clermont Foot          | Ligue 2                 |
| Amor Kehiha            | France                           | Transfert              | FC Istres              | Ligue 2                 |
| Jean-Jacques Mandrichi | France                           | Transfert              | LBChâteauroux          | Ligue 2                 |
| Yannick Gigliarelli    | France                           | Transfert              | AC Ajaccio             | Ligue 1                 |
| Jérôme Arpinon         | France                           | (préparateur physique) | Nîmes Olympique        | Ligue 2                 |
| Fins de Contrat        |                                  |                        |                        |                         |
| Prêts                  |                                  |                        |                        |                         |
| Evan Chevalier         | France                           | Prêt d'un an           | Girondins de Bordeaux  | Ligue 1                 |
| Départs                |                                  |                        |                        |                         |
| Fins de Contrat        |                                  |                        |                        |                         |
| Romain Poletti         | France                           |                        |                        |                         |
| Paul Maisonneuve       | France                           |                        | Martigues              | CFA                     |
| Mohammed Diallo        | Côte d'Ivoire                    |                        |                        |                         |
| Henry Gbizie           | Côte d'Ivoire                    |                        |                        |                         |
| Quentin Boesso         | France                           |                        | Celtic FC              | Scottish Premier League |

## Compétitions

### Championnat
La saison 2012-2013 de Ligue 2 est la soixante-quatorzième édition du championnat de France de football de seconde division et la onzième sous l'appellation « Ligue 2 ». La division oppose vingt clubs en une série de trente-huit rencontres. Les meilleurs de ce championnat sont promus en Ligue 1.
Les promus de la saison précédente, le SC Bastia, champion de Ligue 2 en 2011-2012, le Stade de Reims, qui retrouve l'élite du football français 33 ans après l'avoir quittée, et l'ES Troyes AC, sont remplacés par le SM Caen, le Dijon FCO et l'AJ Auxerre, qui quitte la première division 32 ans après avoir l'avoir intégrée. Les relégués de la saison précédente, le FC Metz, qui rejoint la troisième division pour la première fois de son histoire, l'US Boulogne CO et le Amiens SCF, sont remplacés par le Nîmes Olympique, champion de National en 2011-2012, les Chamois niortais et le GFC Ajaccio.

### Coupe de France
La coupe de France 2012-2013 est la 96e édition de la coupe de France, une compétition à élimination directe mettant aux prises les clubs de football amateurs et professionnels à travers la France métropolitaine et les DOM-TOM. Elle est organisée par la FFF et ses ligues régionales.
| Date                          | Tour    | Adversaire         | Lieu     | Résultat | Buteurs pour le GFC Ajaccio | Affluence | Diffuseur  |  |
| ----------------------------- | ------- | ------------------ | -------- | -------- | --------------------------- | --------- | ---------- |  |
| sam.-dim. 17-18 novembre 2012 | 7e tour | Saint-Louis Neuweg | St-Louis | 2-0      | -                           |           | lalsace.fr |  |

Vu que ça ne marche pas sur le tableau, il y avait plus de 600 personnes à venir soutenir leur équipe, victorieuse 2 buts à 0. Le Gazélec est éliminé dès leur premier match de Coupe de France.

### Coupe de la ligue
La Coupe de la Ligue 2012-2013 est la 19e édition de la Coupe de la Ligue, compétition à élimination directe organisée par la Ligue de football professionnel (LFP) depuis 1994, qui rassemble uniquement les clubs professionnels de Ligue 1, Ligue 2 et National.
| Date              | Tour | Adversaire | Lieu          | Résultat         | Buteurs pour le GFC Ajaccio                                | Affluence                       | Diffuseur |
| ----------------- | ---- | ---------- | ------------- | ---------------- | ---------------------------------------------------------- | ------------------------------- | --------- |
| mardi 7 août 2012 | 1er  | Vannes OC  | Ext. (Vannes) | 3-3 (7-8 t.a.b.) | Mickaël Colloredo, Nicolas Verdier, Jean-Jacques Mandrichi | 1 114 spectateurs (2 visiteurs) | LFP       |

| Date               | Tour | Adversaire    | Lieu | Résultat | Buteurs pour le GFC Ajaccio | Affluence                          | Diffuseur |
| ------------------ | ---- | ------------- | ---- | -------- | --------------------------- | ---------------------------------- | --------- |
| Mardi 28 août 2012 | 2e   | Arles-Avignon | Dom. | 1-2      | Raphaël Romey               | 1 205 spectateurs (aucun visiteur) | LFP       |

### Matchs amicaux
Le GAZ disputera son premier match contre le SC Bastia à Prupià et suivront Dijon et l'AS Saint-Étienne.